# Lappböle, Kyrkslätt
Lappböle (finska: Lapinkylä) är en by i norra delen av Kyrkslätts kommun,  söder om Veikkola i landskapet Nyland i Finland. År 2011 fanns det 1 109 invånare i byn.
Två vägar går genom byn, Evitskogsvägen från Esbo till Sjundeå och Lappbölevägen från Tavastehus via Veikkola till Esboviken. Båda har ett betydande kulturhistoriskt värde och Lappbölevägen är känd sedan medeltiden. En cykelväg vid Förbindelseväg 1130 färdigställdes år 2018.

## Tjänster
Lappböle bybutik ligger i byns centrum. Den stängdes tillfälligt år 2016 men öppnade igen året efter. Förutom butiken finns en frisör, ett stall, ett bageri, en snickare och en antikaffär. Alisgårdens hembygdsmuseum är inrymt i en  före detta sergeantsbostad från 1700-talet som flyttats från Evitskog till Lappböle. Museet sköts av Kyrkslätts hembygdsförening.
Lappböleträsket ingår i det nationella programmet för skydd av våtmarker. 
Vattenandelslaget Lapvok förser byn med vatten och bredband via fiber är också tillgängligt.